# Volvo BZL
Volvo BZL — электробус производства Volvo Bussar, серийно выпускаемый с 2021 года. Производится как одноэтажный, так и двухэтажный. 

## История
Электробус Volvo BZL впервые был представлен в сентябре 2021 года. Модельный ряд оснащён отопителем и вентиляцией.
Эксплуатация электробуса началась в октябре 2022 года. Компания Metroline приобрела 48 экземпляров. Испытания проходят в Колумбии.
В ноябре 2022 года в Сингапуре был представлен трёхдверный электробус Volvo BZL (SC Neustar City).